# 沃姆河 (愛達荷州)
沃姆河（英語：Warm River）是一個位於美國愛達荷州弗里蒙特縣的城市。

## 地理
沃姆河的座標為43°06′52″N 111°19′03″W / 43.11444°N 111.31750°W，而該地的平均海拔高度為1614米（即5295英尺）。

## 人口
根據2010年美國人口普查的數據，沃姆河的面積為1.76平方千米，當中陸地面積為1.72平方千米，而水域面積為0.04平方千米。當地共有人口3人，而人口密度為每平方千米1.7人。